# المختارية (الحفة)
المختارية قرية تتبع ناحية قرى مركز الحفة في منطقة الحفة في محافظة اللاذقية. بلغ عدد سكانها 663 نسمة عام 2004.